# Chiesa di San Pietro (Genova, Fontanegli)
La chiesa di San Pietro Apostolo è un luogo di culto cattolico situato nella località di Fontanegli del quartiere di Struppa, nel comune di Genova, la cui comunità parrocchiale omonima fa parte del Vicariato Medio - Alto Bisagno dell'arcidiocesi di Genova.

## Storia e descrizione
La chiesa di Fontanegli, citata per la prima volta in un documento del 1198, fu ricostruita nel Quattrocento ed ingrandita nel secolo successivo grazie ad una elargizione della famiglia Raggi.
Nel 1878 furono eseguiti lavori di consolidamento della struttura ed un nuovo ampliamento, con il rifacimento della volta, del presbiterio, del pavimento in marmo, dell'altare maggiore e della sagrestia. La nuova chiesa fu consacrata dall'arcivescovo di Genova Salvatore Magnasco il 25 settembre 1881.
Al suo interno sono conservati il trittico di San Pietro, opera di Luca Cambiaso, datata 1577 e un coro ligneo proveniente dalla distrutta chiesa dell'eremo di Camaldoli.
L'oratorio di San Giacinto, di fronte alla chiesa, nel periodo natalizio ospita tradizionalmente presepi artistici che partecipano a un concorso indetto dagli "Amici della Confraternita di San Giacinto".